# الكلية التقنية بأبها
الكلية التقنية بأبها، وتقع في منطقة عسير بالتحديد في أبها، تقدم تخصصات تقنية مختلفة، تمنح الكلية شهادة دبلوم بعد الثانوية. عميد الكلية هو ناصر بن سعيد آل زيدان.

## الأقسام والتخصصات بالكلية
1. قسم تقنية الحاسب:
  1. تخصص دعم فني.
  2. تخصص برمجيات.
  3. تخصص بكالوريوس هندسة دعم نظم شبكات
  4. بكالوريوس هندسة دعم انظمة شبكات
2. قسم التقنية المدنية والمعمارية:
  1. تخصص تقنية مدنية.
  2. تخصص تقنية معمارية.
  3. تخصص مساحة.
3. قسم التقنية الكهربائية:
  1. تخصص الآلات والمعدات الكهربائية.
  2. تخصص القوى الكهربائية.
4. قسم التقنية الالكترونية:
  1. تخصص الكترونيات.
5. قسم التقنية الميكانيكية:.
  1. تخصص الإنتاج.
6. قسم تقنية المحركات والمركبات
  1. تخصص المحركات والمركبات
7. قسم التقنية الإدارية:
  1. تخصص المحاسبة.
  2. تخصص إدارة مكتبية.
  3. تخصص التسويق.

## موقع الكلية
- فرع الكلية بحي الموظفين
- فرع الكلية بحي جوحان

## وصلات خارجية
- موقع الكلية التقنية بأبها
- موقع الكلية التقنية بأبها
- موقع المؤسسة العامة للتدريب التقني والمهني